# Serviço Geológico dos Estados Unidos

Brasão do USGS

O Serviço Geológico dos Estados Unidos (USGS; em inglês: United States Geological Survey) é uma instituição científica e multi-disciplinar pública, mantida pelo governo dos Estados Unidos, que se dedica ao estudo da topografia, dos recursos naturais, e dos desastres naturais que ameaçam o território estadunidense e suas áreas de interesse econômico-militar mundial. Suas áreas de concentração são biologia, topografia, geografia, geologia, informação geomática e hidrologia.

## Sobre a instituição
A instituição de "Pesquisa Geológica dos Estados Unidos" (USGS) foi criada por um ato do Congresso estadunidense, em 1879. 
O USGS é a única instituição de carater científico do Departamento do Interior dos Estados Unidos. O USGS tem um vasto acervo de bases de dados biológicos e de solo e, por isto, milhares de associados e outros interessados buscam os seus documentos e informações das ciências naturais.

## Estrutura organizacional

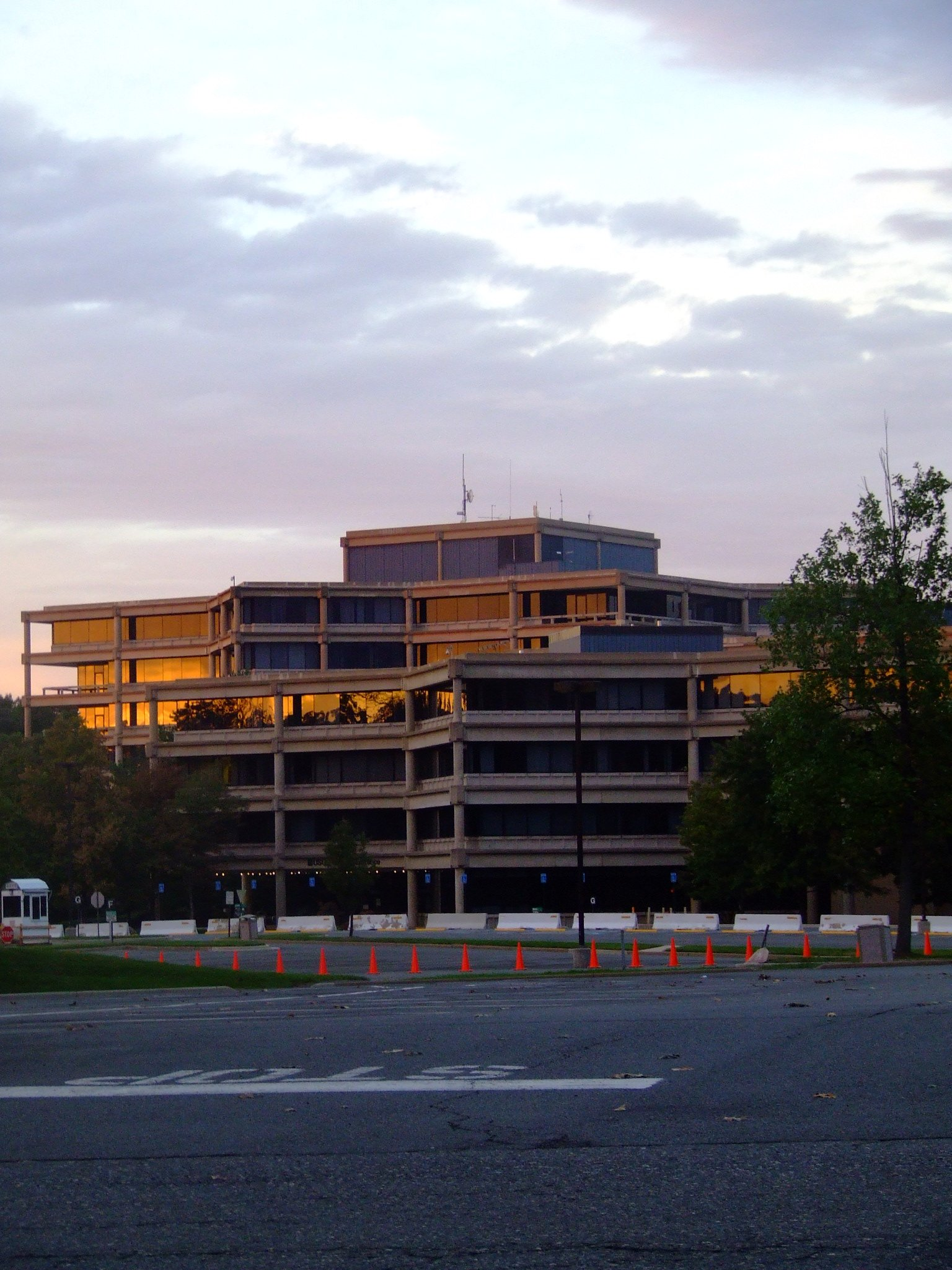
O escritório administrativo central da USGS, em Reston, Virginia

O USGS emprega aproximadamente 10,000 pessoas e seu escritório central fica em Reston, Virginia, com escrtiórios centrais em Denver, Colorado e, na costa Oeste, em Seattle, Washington, além de vários outros escritórios espalhados pelos Estados Unidos. A USGS é a principal organização cartográfica dos EUA, e é mais conhecida pelo seu mapa topográfico de escala 1:24,000, 7.5-minute quadrangulo.
O USGS opera o Centro Nacional de Informação de Terremotos (NEIC; National Earthquake Information Center), em Golden, Colorado, a qual detecta a locação e a magnitude de terremotos no mundo inteiro. A NEIC informa tanto as autoridades apropriadas quanto a mídia, doméstica e internacional, sobre terremotos relevantes.
A USGS tem como áreas de concentração em suas pesquisas a biologia, a topografia, a geografia, a geologia, a informação geomática e a hidrologia.
O lema do instituto de pesquisa é: ciência para um mundo que está mudando ("science for a changing world").

## Prémios
- Medalha Elliott Cresson 1900[3]